# Svenska handelskammaren i Frankrike
Svenska Handelskammaren i Frankrike (La Chambre de Commerce Suédoise en France - CCSF) grundades 1915 och har som målsättning att främja och utveckla de svensk-franska affärsförbindelserna. 800 svenska företag är etablerade på den franska marknaden. År 2007 var Sverige den 2:e största investeraren i Frankrike i antal skapade arbetstillfällen, och CCSF följer aktivt dessa investeringar samt den svenska exporten som de resulterar i.   

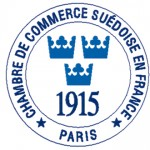
Ccsf

## En historia genom Paris
Under andra världskriget spelade Svenska Handelskammaren en stor roll, och möjliggjorde för många svenska företag som då var etablerade i Frankrike, att fortsätta sin aktivitet. Efter kriget installerade sig Svenska Handelskammaren i ”Svenska Huset” på Champs-Élysées. År 1975 förstördes vissa delar av byggnaden i ett bombattentat och den svenska staten sålde då huset. Efter två flyttar, från boulevard Haussmann till rue de Cléry, i kvarteret Sentier, flyttade Svenska Handelskammaren år 2007 till Avenue Pierre Ier de Serbie.
Lokalen invigdes den 16 oktober 2007 av hans majestät Carl XVI Gustaf, och utgör idag en mötesplats för aktörer inom det fransk-svenska näringslivet. Detta projekt har drivits i samarbete med många av filialerna till de stora svenska företag som finns närvarande i Frankrike.

## Lokal närvaro i Frankrike
Svenska företags ansenliga närvaro utanför Paris-regionen har lett till att två regionala filialer har bildats. År 2005 invigde Svenska Handelskammaren i Frankrike sin första filial i Lyon, med målsättningen att främja utbytet mellan Sverige och Rhônes-Alpes-regionen, vilken är den 6:e mest dynamiska regionen i Europa. Filialens arbetskommittee är representativ för urvalet av svenska företag som finns i regionen, såsom Alfa Laval, ABB och Renault Trucks från Volvo-gruppen. Dessa ansenliga industriella företagsetableringar återfinns även på agendan över de företagsbesök som Lyonfilialen anordnar för sina medlemmar. År 2007 invigdes ytterligare en filial, denna gång i Nice, huvudort i en region där forskningscenter (Sofia Antipolis) och högteknologi ligger i framkant. Regionen omfattar Provence-Alpes-Côte d’Azur, Occitanien och furstendömet Monaco.

## Ett stort nätverk av medlemmar över hela Frankrike
Svenska Handelskammaren i Frankrike innehar ett stort nätverk av medlemmar och aktörer inom fransk politik och näringsliv. Nätverket är även byggt på en grupp av premiummedlemmar bestående av de svenska företagen ABB, Alfa Laval, Atlas Copco, Electrolux, Ericsson, Svenska Handelsbanken, IKEA, Mercuri Urval, SCA, SEB, Securitas, SKF, SNA Europe Group, Volvo och Volvo Cars samt de utländska företagen Bird & Bird, Crédit du Nord, Ernst & Young, FTPA, Pernod Ricard och Société Générale. Svenska Handelskammaren besitter ett välutvecklat kontaktnät inom franskt näringsliv, och konferenser och möten ordnas regelbundet för medlemmar och gäster. 

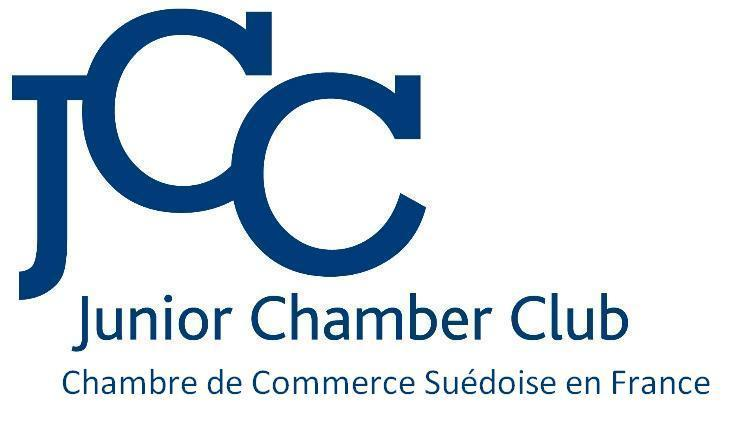
JCC logotyp

## En ”Junior Chamber Club” för unga yrkesverksamma
Framtiden ligger i ungdomens händer, och det är i denna anda som Svenska Handelskammaren år 2007 startade sin Junior Chamber Club (JCC). Klubben är öppen för yngre yrkesprofessionella och entreprenörer mellan 25 och 35 år, och fokuserar huvudsakligen på affärsrelationer och fransk-svenskt arbete, ett sätt att minimera hinder orsakade av kulturskillnaderna mellan de två länderna. I en professionnel men avslappnad miljö kan medlemmarna utbyta erfarenheter, få nya kontakter samt bygga upp sitt nätverk i Frankrike.

## Publikationer
Tidskriften LIENS, som ges ut av Svenska Handelskammaren i Frankrike, tar var tredje månad upp och belyser alla aktuella frågor av vikt beträffande de ekonomiska relationerna och affärsförbindelserna mellan Frankrike och Sverige. Tidningen finns även att läsa på Handelskammarens nya hemsida.
Vartannat år ger Svenska Handelskammaren ut en Årsbok vilken utarbetats i samarbete med Franska Handelskammaren i Sverige.
Nyhetsbrev med varierande innehåll (sammanfattning av evenemang, uppdrag, handelsekonomiska nyheter…) skickas regelbundet ut till medlemmarna.

## Le Prix d’Excellence
Handelskammaren delar varje år ut sitt ”Prix d’Excellence” till ett svenskt företag som utmärkt sig på den franska marknaden under året. 
Det finns fyra anledningar till att Svenska Handelskammaren bestämde sig för att börja dela ut detta företagspris : bidraga till ett ökat intresse för företagens affärer, erbjuda en möjlighet för de fransk-svenska företagen att träffas vid en stor sammankomst, få fransmännen att upptäcka de svenska arbetssätten och helt enkelt få fransmännen att lära känna den svenska industrin i Frankrike bättre. 
En utvald jury väljer varje år en vinnare utifrån följande kriterier : handelns succés under året (resultat), vinst och marknadsandelar, kunskap och teknologiskt nytänkande, personalvård och motivering av personalen, kvalitet på produkter och tjänster, utveckling av de fransk-svenska synergieffekterma.
Priset delas ut i samband med en galakväll som traditionsenligt hålls i slutet av året.  

## Prix d’Excellence-pristagare
- 2013 Axis Communications, Prix PME: BabyBjörn
- 2012 Ericsson France, Prix Spécial d'Excellence du Jury: Pernod Ricard
- 2011 Volvo Construction Equipment France, Prix PME: Nefab
- 2010 SAS Scandinavian Airlines France, Prix PME : Doro SAS et Qmatic France
- 2009 Volvo Trucks France, Prix PME : Aura Light France, Palme d’Or et d’Azur : Jean-Louis Baillot (IKEA)
- 2008 Loomis France
- 2007 SKF
- 2006 Alfa Laval France,
- 2005 Volvo Automobiles France
- 2004 Ericsson France
- 2003 Tetra Pak
- 2002 Gunnebo
- 1999 Beckers Industrie
- 1991 Mercuri Urval
- 1990 Hederspris : Astra, Domaine Rabigea samt Sandvik AB, Atlet
- 1989 Hederspris : Perstorp SMG (Swedish Machine Group). Hederspris : Flygt et Nefab

## Svenska Handelskammarens ordföranden
- Gîta Paterson		2000 -
- Lars Jarnryd		1998 - 2000
- Lars V Skogh		1994 - 1998
- Anders Andrén		1988 - 1994
- Robert Dethorey	1985 - 1988
- Sören Westberg	1979 - 1985
- Tage Henning		1976 - 1979